# 细瘦卷柏
细瘦卷柏（学名：Selaginella vardei）为卷柏科卷柏属下的一个种。

## 扩展阅读
- 維基物種上的相關：细瘦卷柏